# Eunomo
Eunomo (in greco antico: Εὔνομος?, Eunomos; Sparta, ... – ...; fl. X secolo a.C.) è stato un mitico re di Sparta della dinastia Euripontide.

## Biografia
Secondo Erodoto era figlio di Polidette e padre di Carilao. Pausania lo considera invece figlio di Pritani e padre di Polidette.
La tradizione lo considera fratello o, più frequentemente, padre di Licurgo Probabilmente si tratta di un personaggio immaginario, nato come ipostasi dell'eunomia attribuita a Licurgo.
Il suo regno sarebbe stato interamente pacifico.